# Rimini Calcio 1967-1968
Questa voce raccoglie le informazioni riguardanti il Rimini Calcio nelle competizioni ufficiali della stagione 1967-1968.

## Rosa
| N. |                   | Ruolo | Calciatore         |
| -- | ----------------- | ----- | ------------------ |
|    | Italia (bandiera) | C     | Vittorio Baroncini |
|    | Italia (bandiera) | D     | Franco Bertini     |
|    | Italia (bandiera) | A     | Ilario Castagner   |
|    | Italia (bandiera) | C     | Giovanni Colombini |
|    | Italia (bandiera) | P     | Roberto Conti      |
|    | Italia (bandiera) | D     | Pasquale Corbetta  |
|    | Italia (bandiera) | C     | Giovanni Corti     |
|    | Italia (bandiera) | A     | Rosilio Dedè       |
|    | Italia (bandiera) | A     | Roberto Ghelli     |

| N. |                   | Ruolo | Calciatore        |
| -- | ----------------- | ----- | ----------------- |
|    | Italia (bandiera) | C     | Flavino Granziero |
|    | Italia (bandiera) | A     | Walter Grilli     |
|    | Italia (bandiera) |       | Walter Leiballi   |
|    | Italia (bandiera) | C     | Bruno Macchia     |
|    | Italia (bandiera) | C     | Giorgio Perversi  |
|    | Italia (bandiera) | C     | Adriano Quadrelli |
|    | Italia (bandiera) | D     | Gianfranco Sarti  |
|    | Italia (bandiera) | D     | Romano Scardovi   |
|    | Italia (bandiera) | P     | Ottorino Veronese |